# 蛇壮绵鳚
蛇壮绵鳚，為輻鰭魚綱鱸形目绵鳚亞目绵鳚科的其中一種，分布於大西洋中洋脊海域，屬底棲性魚類，棲息深度可達3480公尺，體長可達38.8公分。

## 扩展阅读
維基物種上的相關：蛇壮绵鳚